# Skok (miara)
Skok – historyczna polska miara długości równa długości skoku rozpędzonego człowieka. Sto skoków tworzyło jedno  stajanie.